# Elecciones parlamentarias de Chile de 1957
En las elecciones parlamentarias de marzo de 1957, se eligieron 147 diputados y se renovaron 20 de los 45 escaños de senadores.
El Frente de Acción Popular (FRAP) debutó oficialmente como coalición de izquierda, reuniendo a socialistas, socialistas populares, democráticos y radicales doctrinarios. Como la Ley de Defensa Permanente de la Democracia aún estaba vigente, los comunistas se inscribieron en el Partido del Trabajo y en el PS para presentarse, logrando la elección de seis diputados. En total, la agrupación logró elegir a tres senadores y 21 diputados.
La Falange Nacional y el Partido Conservador Social Cristiano se presentaron juntos en la Federación Social Cristiana, la que mostró un gran alza para el sector. Meses después de estas elecciones, ambas colectividades se unieron para crear el Partido Demócrata Cristiano.
El Partido Radical fue uno de los más beneficiados, ya que recuperó los escaños que había perdido en las elecciones pasadas. Estos resultados provocaron el entusiasmo del partido, que decidió presentar un candidato propio para la elección presidencial del año siguiente.
El Partido Liberal, que al igual que los radicales vio disminuida su representación parlamentaria, tuvo un alza en la votación, mientras que el Partido Conservador Unido se estrenaba logrando 21 diputados y dos senadores.
Próximo a dejar el poder, Carlos Ibáñez del Campo tenía como único apoyo al Partido Agrario Laborista, el que perdió varios escaños. El Partido Nacional, conformado por exibañistas, logró la elección de siete diputados y un senador.
El plazo para inscribir las listas de candidatos ante la Dirección del Registro Electoral finalizó el 13 de enero de 1957. Los partidos formaron distintas listas conjuntas entre ellos: por ejemplo, en la elección de senadores, en Atacama y Coquimbo presentaron una lista conjunta los partidos Radical, Liberal y Falange Nacional, mientras que en Santiago la FN iba en lista conjunta con el Partido Nacional, mientras que los partidos Liberal y Conservador Unido presentaron candidaturas junto con el Partido Agrario Laborista.

## Elección de laCámara de Diputados

### Resultados
| Pacto o partido                                   | Sigla                                             | Votos   | %?      | Dip.? | %?      | ± D.?       |
| ------------------------------------------------- | ------------------------------------------------- | ------- | ------- | ----- | ------- | ----------- |
| Partido Radical                                   | PR                                                | 188 526 | 21,47 % | 36    | 24,49 % | +17         |
| Frente de Acción Popular                          | FRAP                                              | 161 362 | 18,37 % | 21    | 14,29 % |             |
| Partido Socialista Popular                        | PSP                                               | 55 004  | 6,26 %  | 5     | 3,40 %  | -14         |
| Partido Democrático                               | PDo                                               | 44 213  | 5,03 %  | 5     | 3,40 %  |             |
| Partido Socialista                                | PS                                                | 38 783  | 4,42 %  | 7     | 4,76 %  |             |
| Partido del Trabajo                               | PT                                                | 17 785  | 2,02 %  | 4     | 2,72 %  |             |
| Partido Radical Doctrinario                       | PRDo                                              | 5577    | 0,63 %  | 0     | 0,00 %  | -3          |
| Partido Liberal                                   | PL                                                | 134 741 | 15,34 % | 30    | 20,41 % | +8          |
| Partido Conservador Unido                         | PCU                                               | 121 223 | 13,80 % | 21    | 14,29 % |             |
| Federación Social Cristiana                       | FSC                                               | 116 364 | 13,25 % | 19    | 12,93 % | +14         |
| Falange Nacional                                  | FN                                                | 82 710  | 9,42 %  | 17    | 11,56 % | +14         |
| Partido Conservador Social Cristiano              | PCSC                                              | 33 654  | 3,83 %  | 2     | 1,36 %  | Sin cambios |
| Partido Agrario Laborista                         | PAL                                               | 68 602  | 7,81 %  | 10    | 6,80 %  | -19         |
| Partido Nacional                                  | PN                                                | 37 975  | 4,32 %  | 7     | 4,76 %  |             |
| Movimiento Republicano                            | MR                                                | 10 393  | 1,18 %  | 1     | 0,68 %  |             |
| Partido Nacional Cristiano                        | PNC                                               | 9085    | 1,03 %  | 0     | 0,00 %  | -4          |
| Partido Laborista                                 | PLa                                               | 8010    | 0,91 %  | 0     | 0,00 %  | -1          |
| Movimiento Nacional del Pueblo                    | MONAP                                             | 1342    | 0,15 %  | 0     | 0,00 %  | -1          |
| Independientes                                    | Ind                                               | 17 304  | 1,97 %  | 2     | 1,36 %  | +2          |
| Grupos políticos sin representación parlamentaria | Grupos políticos sin representación parlamentaria | 3302    | 0,37 %  |       |         |             |
| Votos válidamente emitidos                        | Votos válidamente emitidos                        | 878 229 | 100 %   |       |         |             |
| Fuente: Dirección del Registro Electoral.         |                                                   |         |         |       |         |             |

### Listado de diputados 1957-1961
| Departamentos                                      | N.º | Diputado                         | Partido |
| -------------------------------------------------- | --- | -------------------------------- | ------- |
| Arica Pisagua Iquique                              | 1   | Juan Luis Maurás Novella         | PR      |
| Arica Pisagua Iquique                              | 2   | Bernardino Guerra Cofré          | PL      |
| Arica Pisagua Iquique                              | 3   | Pascual Tamayo Tamayo            | PSP     |
| Arica Pisagua Iquique                              | 4   | Pedro Nolasco Muga González      | FN      |
| Tocopilla El Loa Antofagasta Taltal                | 5   | Juan Lacassie Arriagada          | PAL     |
| Tocopilla El Loa Antofagasta Taltal                | 6   | Jonás Gómez Gallo                | PR      |
| Tocopilla El Loa Antofagasta Taltal                | 7   | Eduardo Clavel Amión             | PR      |
| Tocopilla El Loa Antofagasta Taltal                | 8   | Ramón Augusto Silva Ulloa        | PSP     |
| Tocopilla El Loa Antofagasta Taltal                | 9   | Hernán Brücher Encina            | PR      |
| Tocopilla El Loa Antofagasta Taltal                | 10  | Juan de Dios Carmona Peralta     | FN      |
| Tocopilla El Loa Antofagasta Taltal                | 11  | Domingo Cuadra Gazmuri           | PL      |
| Chañaral-Copiapó Freirina-Huasco                   | 12  | Raúl Armando Barrionuevo         | PL      |
| Chañaral-Copiapó Freirina-Huasco                   | 13  | Manuel Magalhaes Medling         | PR      |
| La Serena Elqui Coquimbo Ovalle Combarbalá Illapel | 14  | Manuel José Irarrázaval Larraín  | PCU     |
| La Serena Elqui Coquimbo Ovalle Combarbalá Illapel | 15  | Hugo Miranda Ramírez             | PR      |
| La Serena Elqui Coquimbo Ovalle Combarbalá Illapel | 16  | Máximo Corral Garrido            | PL      |
| La Serena Elqui Coquimbo Ovalle Combarbalá Illapel | 17  | Juan Peñafiel Illanes            | PL      |
| La Serena Elqui Coquimbo Ovalle Combarbalá Illapel | 18  | Renán Fuentealba Moena           | FN      |
| La Serena Elqui Coquimbo Ovalle Combarbalá Illapel | 19  | Juan Ahumada Trigo               | PT      |
| La Serena Elqui Coquimbo Ovalle Combarbalá Illapel | 20  | Hugo Zepeda Barrios              | PL      |
| Petorca San Felipe Los Andes                       | 21  | Alfonso David Lebón              | PAL     |
| Petorca San Felipe Los Andes                       | 22  | Héctor Ríos Igualt               | PCU     |
| Petorca San Felipe Los Andes                       | 23  | Marcelo Pizarro Herrera          | PL      |
| Valparaíso Quillota Limache                        | 24  | Hugo Ballesteros Reyes           | FN      |
| Valparaíso Quillota Limache                        | 25  | Antonio Zamorano Herrera         | Ind     |
| Valparaíso Quillota Limache                        | 26  | Joaquín Muraro Lillo             | PAL     |
| Valparaíso Quillota Limache                        | 27  | Edmundo Eluchans Malherbe        | PCU     |
| Valparaíso Quillota Limache                        | 28  | Luis Romaní Valenzuela           | PCU     |
| Valparaíso Quillota Limache                        | 29  | Alberto Decombe Edwards          | PCU     |
| Valparaíso Quillota Limache                        | 30  | José Oyarzún Descouvieres        | PDo     |
| Valparaíso Quillota Limache                        | 31  | Guillermo Rivera Bustos          | PL      |
| Valparaíso Quillota Limache                        | 32  | Rubén Hurtado O'Ryan             | PN      |
| Valparaíso Quillota Limache                        | 33  | Rolando Rivas Fernández          | PR      |
| Valparaíso Quillota Limache                        | 34  | Carlos Muñoz Horz                | PR      |
| Valparaíso Quillota Limache                        | 35  | Armando Mallet Simonetti         | PS      |
| 1.er. Distrito Metropolitano: Santiago             | 36  | Rafael Agustín Gumucio Vives     | FN      |
| 1.er. Distrito Metropolitano: Santiago             | 37  | Humberto Pinto Díaz              | FN      |
| 1.er. Distrito Metropolitano: Santiago             | 38  | Mario Hamuy Berr                 | PAL     |
| 1.er. Distrito Metropolitano: Santiago             | 39  | Luis Pareto González             | PAL     |
| 1.er. Distrito Metropolitano: Santiago             | 40  | Hugo Rosende Subiabre            | PCU     |
| 1.er. Distrito Metropolitano: Santiago             | 41  | Jaime Antonio Egaña Baraona      | PCU     |
| 1.er. Distrito Metropolitano: Santiago             | 42  | Humberto Martones Morales        | PDo     |
| 1.er. Distrito Metropolitano: Santiago             | 43  | Ernesto Jensen Portales          | PL      |
| 1.er. Distrito Metropolitano: Santiago             | 44  | Paul Aldunate Phillips           | PL      |
| 1.er. Distrito Metropolitano: Santiago             | 45  | María Cristina Correa Morandé    | PL      |
| 1.er. Distrito Metropolitano: Santiago             | 46  | José Musalem Saffie              | FN      |
| 1.er. Distrito Metropolitano: Santiago             | 47  | Juan Emeterio Martínez Camps     | PR      |
| 1.er. Distrito Metropolitano: Santiago             | 48  | Jacobo Schaulsohn Numhauser      | PR      |
| 1.er. Distrito Metropolitano: Santiago             | 49  | Isidoro Muñoz Alegría            | PR      |
| 1.er. Distrito Metropolitano: Santiago             | 50  | Ana Eugenia Ugalde Arias         | PR      |
| 1.er. Distrito Metropolitano: Santiago             | 51  | Carlos Morales Abarzúa           | PR      |
| 1.er. Distrito Metropolitano: Santiago             | 52  | José Oyarce Jara                 | PS      |
| 1.er. Distrito Metropolitano: Santiago             | 53  | José Luis Cademartori Invernizzi | PT      |
| 2.º. Distrito Metropolitano: Talagante             | 54  | Alfredo Macario Lorca Valencia   | FN      |
| 2.º. Distrito Metropolitano: Talagante             | 55  | Emilio Rolando Meneses Dávila    | Ind     |
| 2.º. Distrito Metropolitano: Talagante             | 56  | Carlos Germán Valdés Riesco      | PCU     |
| 2.º. Distrito Metropolitano: Talagante             | 57  | Mario Riquelme Ponce             | PR      |
| 2.º. Distrito Metropolitano: Talagante             | 58  | Florencio Galleguillos Vera      | PS      |
| 3.er. Distrito Metropolitano: Puente Alto          | 59  | Tomás Reyes Vicuña               | FN      |
| 3.er. Distrito Metropolitano: Puente Alto          | 60  | Ismael Pereira Lyon              | PCU     |
| 3.er. Distrito Metropolitano: Puente Alto          | 61  | Fernando Rojas Wolff             | PL      |
| 3.er. Distrito Metropolitano: Puente Alto          | 62  | Hermes Ahumada Pacheco           | PR      |
| 3.er. Distrito Metropolitano: Puente Alto          | 63  | Mario Palestro Rojas             | PSP     |
| Melipilla San Bernardo Maipo San Antonio           | 64  | Pedro Nolasco Videla Riquelme    | FN      |
| Melipilla San Bernardo Maipo San Antonio           | 65  | Luis Valdés Larraín              | PCU     |
| Melipilla San Bernardo Maipo San Antonio           | 66  | Juan Acevedo Pavez               | PT      |
| Melipilla San Bernardo Maipo San Antonio           | 67  | Rafael de la Presa Casanueva     | PAL     |
| Melipilla San Bernardo Maipo San Antonio           | 68  | Jaime Bulnes Sanfuentes          | PL      |
| Rancagua Cachapoal Caupolicán San Vicente          | 69  | Carlos Miranda Miranda           | PAL     |
| Rancagua Cachapoal Caupolicán San Vicente          | 70  | Armando Jaramillo Lyon           | PL      |
| Rancagua Cachapoal Caupolicán San Vicente          | 71  | Salvador Correa Larraín          | PCU     |
| Rancagua Cachapoal Caupolicán San Vicente          | 72  | José Manuel Isla Hevia           | FN      |
| Rancagua Cachapoal Caupolicán San Vicente          | 73  | Sebastián Santandreu Herrera     | PR      |
| Rancagua Cachapoal Caupolicán San Vicente          | 74  | Arturo Domínguez Barros          | PCU     |
| San Fernando Colchagua Santa Cruz                  | 75  | Jorge Errázuriz Echeñique        | PL      |
| San Fernando Colchagua Santa Cruz                  | 76  | Carlos Errázuriz Eyzaguirre      | PCU     |
| San Fernando Colchagua Santa Cruz                  | 77  | Pedro González Fernández         | PCU     |
| San Fernando Colchagua Santa Cruz                  | 78  | Renato Gaona Acuña               | PR      |
| Curicó Mataquito                                   | 79  | Raúl Gormaz Molina               | PN      |
| Curicó Mataquito                                   | 80  | Hernán Arellano Maturana         | PL      |
| Curicó Mataquito                                   | 81  | Raúl Juliet Gómez                | PR      |
| Talca Curepto Lontué                               | 82  | Víctor Macchiavello Parlender    | PR      |
| Talca Curepto Lontué                               | 83  | Sergio Diez Urzúa                | PCU     |
| Talca Curepto Lontué                               | 84  | Guillermo Donoso Vergara         | PL      |
| Talca Curepto Lontué                               | 85  | José Foncea Aedo                 | PAL     |
| Talca Curepto Lontué                               | 86  | Luis Eugenio Cruz Donoso         | FN      |
| Constitución Cauquenes Chanco                      | 87  | Humberto Del Río Gundián         | PL      |
| Constitución Cauquenes Chanco                      | 88  | Ubaldo Cornejo Arellano          | PR      |
| Constitución Cauquenes Chanco                      | 89  | Luis Minchel Balladares          | PDo     |
| Loncomilla Linares Parral                          | 90  | Hernán Lobos Arias               | PA      |
| Loncomilla Linares Parral                          | 91  | Ignacio Urrutia de la Sotta      | PL      |
| Loncomilla Linares Parral                          | 92  | Joaquín Morales Abarzúa          | PR      |
| Loncomilla Linares Parral                          | 93  | Jaime Concha Barañao             | FN      |
| Sna Carlos Itata                                   | 94  | Jovino Parada Quintana           | PL      |
| Sna Carlos Itata                                   | 95  | Ramón Espinoza Vásquez           | PAL     |
| Sna Carlos Itata                                   | 96  | Carlos Montané Castro            | PR      |
| Chillán Bulnes Yungay                              | 97  | Juan Luis Urrutia Prieto         | PL      |
| Chillán Bulnes Yungay                              | 98  | José Luis Martin Mardones        | PAL     |
| Chillán Bulnes Yungay                              | 99  | Orlando Sandoval Vargas          | PR      |
| Chillán Bulnes Yungay                              | 100 | Pedro Poblete Vera               | PS      |
| Chillán Bulnes Yungay                              | 101 | Víctor Flores Castelli           | PR      |
| Tomé Concepción Talcahuano Yumbel                  | 102 | Enrique Rodríguez Ballesteros    | PDo     |
| Tomé Concepción Talcahuano Yumbel                  | 103 | Enrique Serrano de Viale Rigo    | PCU     |
| Tomé Concepción Talcahuano Yumbel                  | 104 | Raúl Spoerer Carmona             | PL      |
| Tomé Concepción Talcahuano Yumbel                  | 105 | Jorge Montes Moraga              | PS      |
| Tomé Concepción Talcahuano Yumbel                  | 106 | Humberto Enríquez Frödden        | PR      |
| Tomé Concepción Talcahuano Yumbel                  | 107 | Albino Barra Villalobos          | PS      |
| Tomé Concepción Talcahuano Yumbel                  | 108 | Mario Sáez Lagos                 | PR      |
| Tomé Concepción Talcahuano Yumbel                  | 109 | Manuel Valdés Solar              | PN      |
| Tomé Concepción Talcahuano Yumbel                  | 110 | Tomás Pablo Elorza               | PCSC    |
| Arauco Lebu-Cañete                                 | 111 | Octavio Orellana Fuentes         | PR      |
| Arauco Lebu-Cañete                                 | 112 | Juan de Dios Reyes Moya          | PCU     |
| Laja Nacimiento Mulchén                            | 113 | Ramón Benítez Martínez           | PL      |
| Laja Nacimiento Mulchén                            | 114 | Mario Sharpe Carte               | PR      |
| Laja Nacimiento Mulchén                            | 115 | Manuel Rioseco Vásquez           | PR      |
| Laja Nacimiento Mulchén                            | 116 | Mario Ríos Padilla               | PCU     |
| Angol Collipulli Traiguén Victoria Curacautín      | 117 | Julio Sepúlveda Rondanelli       | PR      |
| Angol Collipulli Traiguén Victoria Curacautín      | 118 | Miguel Huerta Muñoz              | PL      |
| Angol Collipulli Traiguén Victoria Curacautín      | 119 | Gustavo Enrique Martínez         | PSP     |
| Angol Collipulli Traiguén Victoria Curacautín      | 120 | Carlos Sívori Alzérreca          | PAL     |
| Angol Collipulli Traiguén Victoria Curacautín      | 121 | Juan Widmer Ewertz               | PCU     |
| Angol Collipulli Traiguén Victoria Curacautín      | 122 | Patricio Phillips Peñafiel       | PL      |
| Lautaro Temuco Imperial Villarrica                 | 123 | Constantino Suárez González      | FN      |
| Lautaro Temuco Imperial Villarrica                 | 124 | Daniel Pantoja Quiroga           | PAL     |
| Lautaro Temuco Imperial Villarrica                 | 125 | Gustavo Loyola Vásquez           | PCU     |
| Lautaro Temuco Imperial Villarrica                 | 126 | Víctor González Maertens         | PDo     |
| Lautaro Temuco Imperial Villarrica                 | 127 | Alfonso Salazar Ravanal          | PL      |
| Lautaro Temuco Imperial Villarrica                 | 128 | Fritz Hillmann Suárez            | PL      |
| Lautaro Temuco Imperial Villarrica                 | 129 | Hardy Óscar Momberg Roa          | FN      |
| Lautaro Temuco Imperial Villarrica                 | 130 | Jorge Lavandero Illanes          | PN      |
| Lautaro Temuco Imperial Villarrica                 | 131 | Samuel Fuentes Andrades          | PR      |
| Lautaro Temuco Imperial Villarrica                 | 132 | Armando Holzapfel Álvarez        | PR      |
| Valdivia Panguipulli La Unión Río Bueno            | 133 | José Ignacio Palma Vicuña        | FN      |
| Valdivia Panguipulli La Unión Río Bueno            | 134 | Adolfo Moreno Lajaña             | PT      |
| Valdivia Panguipulli La Unión Río Bueno            | 135 | Inés Leonor Enríquez Frödden     | PR      |
| Valdivia Panguipulli La Unión Río Bueno            | 136 | Nicanor Allende Urrutia          | PL      |
| Valdivia Panguipulli La Unión Río Bueno            | 137 | Juan Puentes García              | PL      |
| Osorno Río Negro                                   | 138 | Sergio Sepúlveda Garcés          | PL      |
| Osorno Río Negro                                   | 139 | Armando Palma Gallardo           | MR      |
| Osorno Río Negro                                   | 140 | Mario Videla López               | PR      |
| Llanquihue-Puerto Varas Maullín-Calbuco Aysén      | 141 | Raúl Irarrázaval Lecaros         | PCU     |
| Llanquihue-Puerto Varas Maullín-Calbuco Aysén      | 142 | Edgardo Schmauk Schaeffer        | PR      |
| Llanquihue-Puerto Varas Maullín-Calbuco Aysén      | 143 | Julio von Mühlenbrock Lira       | PAL     |
| Ancud Castro Quinchao                              | 144 | Raúl Aldunate Phillips           | PN      |
| Ancud Castro Quinchao                              | 145 | Héctor Alejandro Correa Letelier | PCU     |
| Ancud Castro Quinchao                              | 146 | Raúl Morales Adriasola           | PR      |
| Magallanes                                         | 147 | Alfredo Hernández Barrientos     | PSP     |

#### Presidentes de la Cámara de Diputados
| Inicio                | Término               | Presidente | Presidente                       | Partido | Partido |
| --------------------- | --------------------- | ---------- | -------------------------------- | ------- | ------- |
| 15 de mayo de 1957    | 6 de mayo de 1958     |            | Héctor Alejandro Correa Letelier |         | PCU     |
| 6 de mayo de 1958     | 28 de octubre de 1958 |            | Juan Luis Maurás Novella         |         | PR      |
| 28 de octubre de 1958 | 15 de mayo de 1961    |            | Raúl Juliet Gómez                |         | PR      |

## Elección delSenado

### Resultados
Los votos asignados a cada partido son los correspondientes a los votos que tenían una preferencia específica por un candidato del partido respectivo. Los votos a listas compuestas por múltiples partidos y sin preferencia específica están agrupados en la fila «Votos de lista sin preferencia».
| Pacto o partido                           | Sigla                          | Votos   | %?     | Sen.? |
| ----------------------------------------- | ------------------------------ | ------- | ------ | ----- |
| Partido Radical                           | PR                             | 96 176  | 19,99% | 5     |
| Partido Liberal                           | PL                             | 87 642  | 18,22% | 5     |
| Frente de Acción Popular                  | FRAP                           | 79 234  | 16,47% | 3     |
| Partido Socialista                        | PS                             | 54614   | 11,35% | 1     |
| Partido Socialista Popular                | PSP                            | 16309   | 3,39%  | 2     |
| Partido Democrático                       | PDo                            | 8311    | 1,73%  | 0     |
| Federación Social Cristiana               | FSC                            | 74 788  | 15,55% | 2     |
| Falange Nacional                          | FN                             | 59 576  | 12,38% | 1     |
| Partido Conservador Social Cristiano      | PCSC                           | 15 212  | 3,16%  | 1     |
| Partido Conservador Unido                 | PCU                            | 54 188  | 11,26% | 2     |
| Partido Agrario Laborista                 | PAL                            | 43 271  | 8,99%  | 2     |
| Partido Nacional                          | PN                             | 23 980  | 4,98%  | 1     |
| Partido Nacional Cristiano                | PNC                            | 4856    | 1,01%  | 0     |
| Movimiento Nacional del Pueblo            | MONAP                          | 15      | 0,003% | 0     |
| Independientes fuera de pacto             | Ind                            | 502     | 0,10%  | 0     |
| Votos de lista sin preferencia            | Votos de lista sin preferencia | 16 409  | 3,41%  |       |
| Votos válidamente emitidos                | Votos válidamente emitidos     | 481 061 | 100%   | 20    |
| Fuente: Dirección del Registro Electoral. |                                |         |        |       |

### Listado de senadores 1957-1961
Las agrupaciones provinciales que escogían senadores en esta elección para el período 1957-1965 fueron: Atacama y Coquimbo; Santiago; Curicó y Talca, Linares y Maule; y Biobío, Malleco y Cautín.
En el cuadro de distribución se encuentran marcados en celdas oscuras y negrilla aquellos escaños que se eligieron en esta elección. Las provincias restantes en el listado que a continuación se entrega, corresponden a los senadores del período 1953-1961.
| Provincias                                  | N.º | Senador                         | Partido |
| ------------------------------------------- | --- | ------------------------------- | ------- |
| Tarapacá Antofagasta                        | 1   | Fernando Alessandri Rodríguez   | PL      |
| Tarapacá Antofagasta                        | 2   | Raúl Galvarino Ampuero Díaz     | PSP     |
| Tarapacá Antofagasta                        | 3   | Marcial Mora Miranda            | PR      |
| Tarapacá Antofagasta                        | 4   | Salvador Allende Gossens        | PS      |
| Tarapacá Antofagasta                        | 5   | Guillermo Izquierdo Araya       | PAL     |
| Atacama Coquimbo                            | 6   | Humberto Álvarez Suárez         | PR      |
| Atacama Coquimbo                            | 7   | Isauro Torres Cereceda          | PR      |
| Atacama Coquimbo                            | 8   | Hernán Videla Lira              | PL      |
| Atacama Coquimbo                            | 9   | Raúl Marín Balmaceda            | PL      |
| Atacama Coquimbo                            | 10  | Alejandro Chelén Rojas          | PSP     |
| Aconcagua Valparaíso                        | 11  | Luis Bossay Leiva               | PR      |
| Aconcagua Valparaíso                        | 12  | Manuel Videla Ibáñez            | MR      |
| Aconcagua Valparaíso                        | 13  | Carlos Alberto Martínez         | PSP     |
| Aconcagua Valparaíso                        | 14  | Pedro Poklepovic Novillo        | PL      |
| Aconcagua Valparaíso                        | 15  | Alfredo Cerda Jaraquemada       | PCU     |
| Santiago                                    | 16  | Jorge Alessandri Rodríguez      | PL      |
| Santiago                                    | 17  | Eduardo Frei Montalva           | FN      |
| Santiago                                    | 18  | Ángel Faivovich Hitzcovich      | PR      |
| Santiago                                    | 19  | Luis Alberto Quinteros Tricot   | PS      |
| Santiago                                    | 20  | Bernardo Larraín Vial           | PCU     |
| O'Higgins Colchagua                         | 21  | Juan Antonio Coloma Mellado     | PCU     |
| O'Higgins Colchagua                         | 22  | Francisco Bulnes Sanfuentes     | PCU     |
| O'Higgins Colchagua                         | 23  | Eduardo Pompeyo Moore Montero   | PL      |
| O'Higgins Colchagua                         | 24  | Gerardo Ahumada Pacheco         | FN      |
| O'Higgins Colchagua                         | 25  | Guillermo Pérez de Arce Plummer | PN      |
| Curicó Talca Linares Maule                  | 26  | Ulises Correa Correa            | PR      |
| Curicó Talca Linares Maule                  | 27  | Eduardo Alessandri Rodríguez    | PL      |
| Curicó Talca Linares Maule                  | 28  | Carlos Vial Espantoso           | PCSC    |
| Curicó Talca Linares Maule                  | 29  | Luis Felipe Letelier Icaza      | PCU     |
| Curicó Talca Linares Maule                  | 30  | Rafael Tarud Siwady             | PAL     |
| Ñuble Concepción Arauco                     | 31  | Humberto Martones Quezada       | PDo     |
| Ñuble Concepción Arauco                     | 32  | Blas Bellolio Zappettini        | PAL     |
| Ñuble Concepción Arauco                     | 33  | Gustavo Rivera Baeza            | PL      |
| Ñuble Concepción Arauco                     | 34  | Humberto Aguirre Doolan         | PR      |
| Ñuble Concepción Arauco                     | 35  | Enrique Curti Cannobio          | PCU     |
| Biobío Malleco Cautín                       | 36  | Julián Abel Echavarrí Elorza    | PN      |
| Biobío Malleco Cautín                       | 37  | Julio Durán Neumann             | PR      |
| Biobío Malleco Cautín                       | 38  | Gregorio Amunátegui Jordán      | PL      |
| Biobío Malleco Cautín                       | 39  | Edgardo Barrueto Reeves         | PAL     |
| Biobío Malleco Cautín                       | 40  | Galvarino Palacios González     | PSP     |
| Valdivia Llanquihue Chiloé Aysén Magallanes | 41  | Carlos Acharán Pérez de Arce    | PL      |
| Valdivia Llanquihue Chiloé Aysén Magallanes | 42  | Jorge Lavandero Eyzaguirre      | PN      |
| Valdivia Llanquihue Chiloé Aysén Magallanes | 43  | José García González            | PAL     |
| Valdivia Llanquihue Chiloé Aysén Magallanes | 44  | Exequiel González Madariaga     | PR      |
| Valdivia Llanquihue Chiloé Aysén Magallanes | 45  | Aniceto Rodríguez Arenas        | PSP     |

#### Presidentes del Senado
| Inicio                  | Término                 | Presidente | Presidente                      | Partido | Partido |
| ----------------------- | ----------------------- | ---------- | ------------------------------- | ------- | ------- |
| 15 de mayo de 1957      | 8 de abril de 1958      |            | Fernando Alessandri Rodríguez   |         | PL      |
| 8 de abril de 1958      | 26 de noviembre de 1958 |            | Guillermo Pérez de Arce Plummer |         | PANAPO  |
| 26 de noviembre de 1958 | 15 de mayo de 1961      |            | Hernán Videla Lira              |         | PL      |